# اوریت (ماساچوست)
اوِریت، ماساچوست
اِوِریت (به انگلیسی: Everett) شهری در شهرستان میدلسکس ایالت ماساچوست می‌باشد که در سال ۱۸۷۰ بنیان‌گذاری شده‌است. این شهر در سرشماری سال ۲۰۱۰ میلادی، ۴۱٬۶۶۷ نفر جمعیت داشته‌است.